# Genoa Cricket and Football Club 2011-2012
Questa voce raccoglie le informazioni riguardanti il Genoa Cricket and Football Club nelle competizioni ufficiali della stagione 2011-2012.

## Stagione
Il Genoa iniziò la sua stagione con uno spumeggiante ma ambiguo 4-3 alla Nocerina, squadra di categoria inferiore, in Coppa Italia, competizione in cui l'argentino Palacio segnò per la prima volta. Il Grifone per merito di una partenza sprint nel mese di settembre arrivò pure a occupare le prime posizioni del campionato. Da gennaio in avanti si trovò, all'opposto, coinvolta nella lotta per la salvezza.
Un antipasto della difficile seconda parte di stagione si ebbe con la sconfitta a Napoli per 6-1, un punteggio tennistico che portò all'esonero dell'allenatore Malesani, rimpiazzato da Pasquale Marino. Principale concorrente per scampare alla retrocessione risultò il Lecce, contro cui i liguri pareggiarono (2-2) lo scontro diretto all'inizio di marzo.
A causa della crisi di risultati, in occasione della gara col Siena l'ambiente contestò ferocemente la squadra: gli ultras obbligarono i calciatori a togliersi la maglia, poiché ritenuti indegni di vestirla.
I rossoblù non si lasciarono distrarre dall'episodio e dal terzo cambio di allenatore (De Canio per Malesani, ritornato al suo posto dopo la parentesi Marino) e posero fine a una serie di 13 partite senza vittorie sconfiggendo il Cagliari in campo neutro. La sconfitta con l'Udinese alla penultima giornata rese determinante l'ultimo incontro. La vittoria contro il Palermo, battuto in casa per 2-0, valse la permanenza dei grifoni in massima serie: a retrocedere furono i salentini, caduti sul campo del Chievo.

## Divise e sponsor
Lo sponsor tecnico è Asics, mentre lo sponsor "di maglia" è la società di scommesse sportive iZiPlay.
| Casa | Trasferta |

## Rosa
| N. |                       | Ruolo | Calciatore                         |
| -- | --------------------- | ----- | ---------------------------------- |
| 1  | Francia (bandiera)    | P     | Sébastien Frey                     |
| 2  | Argentina (bandiera)  | A     | Lucas Pratto                       |
| 3  | Italia (bandiera)     | D     | Dario Dainelli                     |
| 3  | Brasile (bandiera)    | D     | Roger de Carvalho                  |
| 4  | Portogallo (bandiera) | C     | Miguel Veloso                      |
| 5  | Svezia (bandiera)     | D     | Andreas Granqvist                  |
| 7  | Italia (bandiera)     | C     | Marco Rossi (capitano)             |
| 8  | Argentina (bandiera)  | A     | Rodrigo Palacio                    |
| 9  | Brasile (bandiera)    | A     | Zé Eduardo                         |
| 10 | Slovenia (bandiera)   | C     | Valter Birsa                       |
| 11 | Serbia (bandiera)     | C     | Boško Janković                     |
| 13 | Georgia (bandiera)    | D     | K'akhaber K'aladze                 |
| 14 | Cile (bandiera)       | C     | Felipe Seymour                     |
| 19 | Cile (bandiera)       | C     | Cristóbal Jorquera                 |
| 20 | Italia (bandiera)     | C     | Giandomenico Mesto (vice capitano) |
| 21 | Italia (bandiera)     | D     | Cesare Bovo                        |

| N. |                       | Ruolo | Calciatore          |
| -- | --------------------- | ----- | ------------------- |
| 22 | Italia (bandiera)     | P     | Cristiano Lupatelli |
| 23 | Italia (bandiera)     | D     | Luca Antonelli      |
| 24 | Italia (bandiera)     | D     | Emiliano Moretti    |
| 25 | Argentina (bandiera)  | C     | Fernando Belluschi  |
| 27 | Guinea (bandiera)     | C     | Kévin Constant      |
| 31 | Italia (bandiera)     | D     | Mario Sampirisi     |
| 32 | Italia (bandiera)     | D     | Alberto Marchiori   |
| 33 | Slovacchia (bandiera) | C     | Juraj Kucka         |
| 39 | Uruguay (bandiera)    | A     | Sebastián Ribas     |
| 52 | Germania (bandiera)   | C     | Alexander Merkel    |
| 73 | Italia (bandiera)     | P     | Alessio Scarpi      |
| 81 | Italia (bandiera)     | A     | Giuseppe Sculli     |
| 82 | Italia (bandiera)     | A     | Alberto Gilardino   |
| 88 | Italia (bandiera)     | C     | Davide Biondini     |
| 93 | Italia (bandiera)     | C     | Stefano Sturaro     |
| 99 | Italia (bandiera)     | A     | Andrea Caracciolo   |

## Calciomercato

### Sessione estiva(dall'1/7 al 31/8)
| Acquisti | Acquisti                  | Acquisti             | Acquisti          |
| R.       | Nome                      | da                   | Modalità          |
| -------- | ------------------------- | -------------------- | ----------------- |
| C        | Valter Birsa              | Auxerre              | svincolato        |
| A        | Sebastián Ribas           | Digione              | svincolato        |
| P        | Cristiano Lupatelli       | Bologna              | svincolato        |
| C        | Kévin Constant            | Chievo               | definitivo        |
| A        | Zé Eduardo                | Santos               | definitivo        |
| D        | Andreas Granqvist         | Groningen            | definitivo        |
| D        | Sōkratīs Papastathopoulos | Milan                | definitivo        |
| C        | Alexander Merkel          | Milan                | compartecipazione |
| A        | Lucas Pratto              | Boca Juniors         | definitivo        |
| C        | Felipe Seymour            | Universidad de Chile | definitivo        |
| C        | Cristóbal Jorquera        | Colo-Colo            | definitivo        |
| A        | Andrea Caracciolo         | Brescia              | compartecipazione |
| C        | Mattia Bottani            | Lugano               | definitivo        |
| P        | Sébastien Frey            | Fiorentina           | definitivo        |
| D        | Francesco Bega            | Brescia              | definitivo        |
| D        | Cesare Bovo               | Palermo              | prestito          |
| D        | Selim Ben Djemia          | Frosinone            |                   |
| D        | Marcel Román              | Īraklīs              |                   |
| A        | Steve Pinau               | Aviron Bayonnais     |                   |
| C        | Mattia Ferraro            | Sanremese            |                   |

| Cessioni | Cessioni                  | Cessioni              | Cessioni                        |
| R.       | Nome                      | a                     | Modalità                        |
| -------- | ------------------------- | --------------------- | ------------------------------- |
| D        | Rafinha                   | Bayern Monaco         | definitivo                      |
| P        | Marco Amelia              | Milan                 | risoluzione comp.               |
| A        | Nnamdi Oduamadi           | Milan                 | risoluzione comp.               |
| C        | Rodney Strasser           | Milan                 | risoluzione comp.               |
| A        | Gianmarco Zigoni          | Milan                 | risoluzione comp.               |
| A        | Alberto Paloschi          | Milan                 | risoluzione comp.               |
| C        | Kevin-Prince Boateng      | Milan                 | risoluzione comp. (7 milioni €) |
| A        | Federico Rodríguez        | Bologna               | comproprietà                    |
| A        | Enej Jelenič              | Padova                | comproprietà                    |
| D        | Abdoulay Konko            | Lazio                 | definitivo                      |
| D        | Domenico Criscito         | Zenit San Pietroburgo | definitivo                      |
| D        | Ivan Fatić                | Chievo                |                                 |
| C        | Houssine Kharja           | Fiorentina            |                                 |
| D        | Francesco Acerbi          | Chievo                |                                 |
| A        | Dejan Lazarević           | Padova                |                                 |
| A        | Stephan El Shaarawy       | Milan                 |                                 |
| C        | Francesco Bolzoni         | Siena                 |                                 |
| D        | Francesco Bega            | Lugano                |                                 |
| D        | Leonardo Terigi           | Crotone               |                                 |
| C        | Matteo Paro               | L.R. Vicenza          |                                 |
| A        | Giuseppe Greco            | Modena                |                                 |
| C        | Omar Milanetto            | Padova                |                                 |
| P        | Danilo Russo              | Spezia                |                                 |
| A        | Gianmarco Zigoni          | Milan                 |                                 |
| A        | Fernando Forestieri       | Udinese               |                                 |
| C        | Marcel Román              | Cerro                 |                                 |
| A        | Antonino Ragusa           | Reggina               |                                 |
| D        | Selim Ben Djemia          | Red Star              |                                 |
| A        | Danijel Aleksić           | Kavala                |                                 |
| A        | Gergely Rudolf            | Panathīnaïkos         |                                 |
| A        | Robert Acquafresca        | Bologna               |                                 |
| D        | Sōkratīs Papastathopoulos | Werder Brema          |                                 |
| D        | Nenad Tomović             | Lecce                 |                                 |
| D        | Chico                     | Maiorca               |                                 |
| A        | Mauro Boselli             | Wigan                 |                                 |

### Sessione invernale(dal 3/1/2012 al 31/1/2012)
| Acquisti | Acquisti           | Acquisti    | Acquisti       |
| R.       | Nome               | da          | Modalità       |
| -------- | ------------------ | ----------- | -------------- |
| A        | Alberto Gilardino  | Fiorentina  | definitivo     |
| C        | Davide Biondini    | Cagliari    | definitivo     |
| A        | Giuseppe Sculli    | Lazio       | prestito secco |
| D        | Roger de Carvalho  | Figueirense | prestito       |
| C        | Fernando Belluschi | Porto       | prestito       |

| Cessioni | Cessioni          | Cessioni         | Cessioni |
| R.       | Nome              | a                | Modalità |
| -------- | ----------------- | ---------------- | -------- |
| A        | Andrea Caracciolo | Novara           | prestito |
| C        | Alexander Merkel  | Milan            | prestito |
| A        | Sebastián Ribas   | Sporting Lisbona | prestito |
| C        | Felipe Seymour    | Catania          | prestito |
| D        | Dario Dainelli    | Chievo           | prestito |
| A        | Lucas Pratto      | Vélez Sarsfield  | prestito |

## Risultati

### Serie A

#### Girone di andata
| Arbitro: | Mazzoleni (Bergamo) |

|                                                                |           |              |
| Cavani 12’, 24’ Hamšík 17’ Pandev 45+1’ Gargano 49’ Zúñiga 80’ | Marcatori | 27’ Jorquera |

| Arbitro: | Rizzoli (Bologna) |

|                     |           |                 |
| Veloso 6’ Mesto 55’ | Marcatori | 8’, 43’ Moralez |

| Arbitro: | Orsato (Schio) |

|            |           |                       |
| Sculli 11’ | Marcatori | 54’ Palacio 71’ Kucka |

| Arbitro: | Tozzi (Ostia Lido) |

|                               |           |  |
| Palacio 29’, 34’ Constant 79’ | Marcatori |  |

| Arbitro: | Russo (Nola) |

|                                  |           |             |
| Pellissier 74’ Moscardelli 90+3’ | Marcatori | 48’ Palacio |

| Arbitro: | Damato (Barletta) |

|                                      |           |                      |
| Giovinco 30’, 43’ (rig.) Morrone 50’ | Marcatori | 90+3’ (rig.) Palacio |

| Genova 16 ottobre 2011, ore 15:00 CEST 7ª giornata | Genoa             | 0 – 0 referto | Lecce | Stadio Luigi Ferraris (20.101 spett.)\| Arbitro: \| Gava (Conegliano) \| |
| Arbitro:                                           | Gava (Conegliano) |               |       |                                                                          |

| Arbitro: | Romeo (Verona) |

|               |           |                             |
| Matri 6’, 58’ | Marcatori | 31’ M. Rossi 85’ Caracciolo |

| Arbitro: | Gervasoni (Mantova) |

|                        |           |            |
| Janković 38’ Kucka 89’ | Marcatori | 82’ Borini |

| Arbitro: | Peruzzo (Schio) |

|             |           |  |
| Lazzari 41’ | Marcatori |  |

| Arbitro: | Banti (Livorno) |

|  |           |              |
|  | Marcatori | 67’ Nagatomo |

| Arbitro: | Giannoccaro (Lecce) |

|            |           |  |
| Veloso 86’ | Marcatori |  |

| Arbitro: | Rizzoli (Bologna) |

|                      |           |  |
| Mutu 70’ (rig.), 80’ | Marcatori |  |

| Arbitro: | Celi (Bari) |

|  |           |                                     |
|  | Marcatori | 56’ (rig.) Ibrahimović 79’ Nocerino |

| Arbitro: | Guida (Torre Annunziata) |

|  |           |                            |
|  | Marcatori | 56’ M. Rossi 90+2’ Palacio |

| Arbitro: | Giannoccaro (Lecce) |

|                         |           |             |
| M. Rossi 39’ Pratto 85’ | Marcatori | 51’ Ramírez |

| Arbitro: | Celi (Bari) |

|                                                     |           |  |
| Larrivey 12’ (rig.) Ibarbo 56’ Granqvist 72’ (aut.) | Marcatori |  |

| Arbitro: | Doveri (Roma) |

|                                        |           |                                     |
| Granqvist 49’ Janković 50’ Palacio 71’ | Marcatori | 13’ Ferronetti 75’ (rig.) Di Natale |

| Arbitro: | Romeo (Verona) |

|                                                                  |           |                                      |
| Budan 26’ Silvestre 37’ Mantovani 42’ Miccoli 75’ Migliaccio 84’ | Marcatori | 13’, 59’ (rig.) Palacio 89’ Janković |

#### Girone di ritorno
| Arbitro: | Rocchi (Firenze) |

|                                |           |                        |
| Palacio 31’, 70’ Gilardino 36’ | Marcatori | 80’ Cavani 82’ Lavezzi |

| Arbitro: | Doveri (Roma) |

|               |           |  |
| Marilungo 78’ | Marcatori |  |

| Arbitro: | Tagliavento (Terni) |

|                               |           |                                 |
| Palacio 10’ Janković 25’, 46’ | Marcatori | 54’ (rig.) Ledesma 90’ González |

| Arbitro: | Giacomelli (Trieste) |

|                                                  |           |  |
| Lodi 7’ (rig.) Barrientos 49’, 52’ Bergessio 62’ | Marcatori |  |

| Arbitro: | Guida (Torre Annunziata) |

|  |           |             |
|  | Marcatori | 30’ Théréau |

| Arbitro: | Romeo (Verona) |

|                    |           |                       |
| Palacio 78’, 90+6’ | Marcatori | 6’ Gobbi 53’ Floccari |

| Arbitro: | Russo (Nola) |

|                       |           |                 |
| Muriel 61’ Brivio 81’ | Marcatori | 21’, 85’ Sculli |

| Genova 11 marzo 2012, ore 15:00 CET 27ª giornata | Genoa             | 0 – 0 referto | Juventus | Stadio Luigi Ferraris (27.527 spett.)\| Arbitro: \| Rizzoli (Bologna) \| |
| Arbitro:                                         | Rizzoli (Bologna) |               |          |                                                                          |

| Arbitro: | Giannoccaro (Lecce) |

|            |           |  |
| Osvaldo 3’ | Marcatori |  |

| Arbitro: | Brighi (Cesena) |

|                           |           |                          |
| Belluschi 20’ Palacio 89’ | Marcatori | 31’ Montolivo 69’ Natali |

| Arbitro: | Valeri (Roma) |

|                                                   |           |                                                                   |
| Milito 13’, 27’, 85’ (rig.) Samuel 38’ Zárate 74’ | Marcatori | 45+2’ Moretti 59’ (rig.) Palacio 80’ (rig.), 90’ (rig.) Gilardino |

| Arbitro: | Rocchi (Firenze) |

|             |           |            |
| Mascara 68’ | Marcatori | 7’ Palacio |

| Arbitro: | Mazzoleni (Bergamo) |

|              |           |          |
| M. Rossi 40’ | Marcatori | 76’ Mutu |

| Arbitro: | Gervasoni (Mantova) |

|             |           |  |
| Boateng 86’ | Marcatori |  |

| Arbitro: | Tagliavento (Terni) |

|                       |           |                                        |
| Del Grosso 79’ (aut.) | Marcatori | 18’, 37’ Brienza 20’ Destro 49’ Giorgi |

| Arbitro: | Damato (Barletta) |

|                                      |           |                          |
| Portanova 24’ Ramírez 37’ Garics 67’ | Marcatori | 59’ Palacio 77’ Jorquera |

| Arbitro: | Mazzoleni (Bergamo) |

|                          |           |             |
| Palacio 12’ Janković 76’ | Marcatori | 14’ Ariaudo |

| Arbitro: | Tagliavento (Terni) |

|                                |           |  |
| Di Natale 30’ Floro Flores 66’ | Marcatori |  |

| Arbitro: | Valeri (Roma) |

|                          |           |  |
| Gilardino 52’ Sculli 70’ | Marcatori |  |

### Coppa Italia

#### Turni preliminari
| Arbitro: | Banti (Livorno) |

|                                            |           |                                          |
| Palacio 14’, 48’ Pratto 16’ K'aladze 90+3’ | Marcatori | 38’ Di Maio 54’ Plasmati 87’ L. Castaldo |

| Arbitro: | Gervasoni (Mantova) |

|                                           |           |                                   |
| Birsa 37’ (rig.) Jorquera 90’ Pratto 114’ | Marcatori | 38’ Borghese 90+2’ (rig.) Bellomo |

#### Fase finale
| Arbitro: | Russo (Nola) |

|                    |           |             |
| Maicon 8’ Poli 50’ | Marcatori | 90+2’ Birsa |

## Statistiche

### Statistiche di squadra
| Competizione | Punti | In casa | In casa | In casa | In casa | In casa | In casa | In trasferta | In trasferta | In trasferta | In trasferta | In trasferta | In trasferta | Totale | Totale | Totale | Totale | Totale | Totale | DR  |
| Competizione | Punti | G       | V       | N       | P       | Gf      | Gs      | G            | V            | N            | P            | Gf           | Gs           | G      | V      | N      | P      | Gf     | Gs     | DR  |
| ------------ | ----- | ------- | ------- | ------- | ------- | ------- | ------- | ------------ | ------------ | ------------ | ------------ | ------------ | ------------ | ------ | ------ | ------ | ------ | ------ | ------ | --- |
| Serie A      | 42    | 19      | 9       | 6       | 4       | 29      | 24      | 19           | 2            | 3            | 14           | 21           | 45           | 38     | 11     | 9      | 18     | 50     | 69     | -19 |
| Coppa Italia | -     | 2       | 2       | 0       | 0       | 7       | 5       | 1            | 0            | 0            | 1            | 1            | 2            | 3      | 2      | 0      | 1      | 8      | 7      | +1  |
| Totale       | -     | 21      | 11      | 6       | 4       | 36      | 29      | 20           | 2            | 3            | 15           | 22           | 47           | 41     | 13     | 9      | 19     | 58     | 76     | -18 |

### Andamento in campionato
| Giornata  | 1  | 2  | 3  | 4 | 5  | 6  | 7  | 8  | 9  | 10 | 11 | 12 | 13 | 14 | 15 | 16 | 17 | 18 | 19 | 20 | 21 | 22 | 23 | 24 | 25 | 26 | 27 | 28 | 29 | 30 | 31 | 32 | 33 | 34 | 35 | 36 | 37 | 38 |
| --------- | -- | -- | -- | - | -- | -- | -- | -- | -- | -- | -- | -- | -- | -- | -- | -- | -- | -- | -- | -- | -- | -- | -- | -- | -- | -- | -- | -- | -- | -- | -- | -- | -- | -- | -- | -- | -- | -- |
| Luogo     | T  | C  | T  | C | T  | T  | C  | T  | C  | T  | C  | C  | T  | C  | T  | C  | T  | C  | T  | C  | T  | C  | T  | C  | C  | T  | C  | T  | C  | T  | T  | C  | T  | C  | T  | C  | T  | C  |
| Risultato | P  | N  | V  | V | P  | P  | N  | N  | V  | P  | P  | V  | P  | P  | V  | V  | P  | V  | P  | V  | P  | V  | P  | P  | N  | N  | N  | P  | N  | P  | N  | N  | P  | P  | P  | V  | P  | V  |
| Posizione | 20 | 17 | 13 | 7 | 12 | 14 | 14 | 16 | 11 | 14 | 16 | 13 | 14 | 16 | 13 | 11 | 13 | 9  | 11 | 10 | 12 | 10 | 12 | 13 | 13 | 14 | 13 | 14 | 14 | 16 | 17 | 17 | 17 | 17 | 17 | 17 | 17 | 17 |

Legenda:

Luogo: C = Casa; T = Trasferta. Risultato: V = Vittoria; N = Pareggio; P = Sconfitta.